# The Heart of Dixie
«The Heart of Dixie» (укр. Серце Діксі) – пісня, написана Бреттом Джеймсом, Троєм Вергесом, Кейтлін Сміт і записана американською співачкою Деніелл Бредбері в жанрі кантрі. Композиція була випущена 16 липня 2013 року як дебютний сингл після того, як здобула перемогу в четвертому сезоні The Voice і стала синглом однойменного дебютного альбому шістнадцятирічної виконавиці «Danielle Bradbery».

## Критика
Біллі Дюк з журналу кантрі-музики «Taste of Country» дав пісні змішаний огляд, заявивши, що хоча «природна солодкість» Бредбері сяє в її «чудовому» виступі, у дівчини не вистачає досвіду і переконань, які повинні бути хорошим музичним оповідачем. Roughstock більш позитивно відреагував на пісню, яка, на думку Мета Бйорка, була правильною «в її елементі» і залишила його «схвильованим, коли він почув, що дівчина чекає випуску свого повноформатного дебютного альбому». Nashville Gab дав пісні оцінку A, підкреслюючи її «легкий» та «автентичний» вокал співачки. У блозі згадуються такі виконавці, як Dixie Chicks та Керрі Андервуд заявляючи, що  «The Heart of Dixie» є зразком «поп-музики серед найкращого».

## Музичне відео
Музичне відео було зняте Шейном Дрейком, а його прем'єра відбулася 23 вересня 2013 року. Кліп рлзпочинається з того, що Бредбері прибуває в Butterfly Hollow разом зі своїми друзями. Паралельно ми бачимо сцени, де молода Діксі збирає свої речі і їде геть. В кінцевому підсумку Бредбері зустрічає вже дорослу Діксі, яка і є власницею Butterfly Hollow.

## Позиції в чартах
Сингл «The Heart of Dixie» дебютував під номером 60 в чарті США Air Billboard. Станом на березень 2014 року було продано 375 000 копій пісні в США.
| Чарт (2013–2014)                  | Найвища позиція |
| --------------------------------- | --------------- |
| Canada Country (Billboard)        | 46              |
| Канада (Canadian Hot 100)         | 60              |
| США Billboard Hot 100             | 58              |
| США Country Airplay (Billboard)   | 12              |
| США Hot Country Songs (Billboard) | 16              |

### Наприкінці року
| Чарт (2014)                       | Позиція |
| --------------------------------- | ------- |
| США Country Airplay (Billboard)   | 65      |
| США Hot Country Songs (Billboard) | 68      |

## Сертифікації
| Країна                               | Сертифікація | Продажі |
| ------------------------------------ | ------------ | ------- |
| США (RIAA)                           | Золото       | 500,000 |
| дані засновані лише на сертифікації. |              |         |